# 鈴木バイオリン製造
鈴木バイオリン製造株式会社（すずきバイオリンせいぞう、英: Suzuki Violin Co., Ltd.）は、バイオリン等の弦楽器を製造する会社。愛知県大府市に所在する。

## 概要
1887年、創業者の鈴木政吉は当時三味線職人であったが、初めて見たバイオリンに惹かれ見よう見まねでバイオリン製作をはじめ、翌88年に第1号が完成。1890年には工場を建設し、本格的な生産を開始した。1930年に株式会社に改組し、現在の名称となる。1935年、大府分工場（愛知県大府市）を新設。翌36年に岐阜県恵那市に本社を移転した。1946年に本社を名古屋市中川区に移転。これに際し恵那工場を分工場とし、1954年には有限会社恵那楽器（現・恵那楽器株式会社）となった。戦後からは名古屋市に本社を構えていたが、2021年4月にかつて分工場が置かれていたゆかりの愛知県大府市に本社を里帰りさせた。
なお新本社には本社工房のほか、スズキ・メソードのバイオリン教室が開講している。また、2023年5月にはジブリパークの関連周遊施設に本社工房が選定され、工房見学や製作体験プログラムが実施されている。
製造されるバイオリンは教育用の1本6万円から、上級者用の150万円まで、国内シェア（市場占有率）は40%にのぼり、年間約2000本を製造する。
令和に入り、長年に亘る経営不振の責任から創業者一族が経営から退いた。管財人の弁護士から選出された小野田祐真が、2019年から代表取締役社長に就任した。現在では国内のトップシェアのみならず、海外輸出も復活させ教育楽器の定番ブランドとして確固たる地位を再び築いている。
創業者・鈴木政吉の三男は、幼児・子供の音楽教育法で有名なスズキ・メソードの創設者の鈴木鎮一。

## 恵那バイオリン
Ena Violinは、鈴木バイオリン量産楽器の一部製作を行っている、岐阜県恵那市の恵那楽器株式会社が開発した独自ブランド。なお、Ena Violinは2020年に廃盤となっている。

## 有限会社鈴木バイオリン社
鈴木バイオリン産業株式会社（社長鈴木喜久雄は鈴木政吉の子で、鈴木鎮一の弟）が、1944年（昭和19年）の空襲により木曽山林学校の木工室に疎開し、楽器の製作の代わりにグライダーの部品をつくっていたことに始まる。1948年（昭和23年）から本来の楽器工場に復帰し、鈴木バイオリン楽器と商号変更し、ウクレレ、バイオリン、ギターを生産したが、1950年12月に倒産。有志により1951年3月に有限会社鈴木バイオリン社として新発足した。鈴木バイオリン製造と区別するために木曽鈴木（Kiso Suzuki, K. Suzuki)と呼ぶことがある（これに対し鈴木バイオリン製造のほうを名古屋鈴木と称すこともある）。
鈴木バイオリン社は低価格のヴァイオリンや分数楽器、またベルウッド（＝鈴・木）のブランド名でエレクトリックギターやベースなどを製造していた。一時期は全国生産額の約4割を占める生産量を保っていたが、1985年（昭和60年）に倒産し、材料や機械を音楽企業のESPに売り渡した。

## 主な製品
- バイオリン
- ギター

## 関連会社
- 恵那楽器株式会社
- 杉藤楽弓社